# 阿夫迪伊夫卡
阿夫迪伊夫卡（羅馬化：Avdiivka，發音：[ɐu̯ˈd(j)ijiu̯kɐ]），或按俄语名译为阿夫杰耶夫卡（羅馬化：Avdeyevka，發音：[ɐvˈdʲe(j)ɪfkə]
），是乌克兰顿涅茨克州波克羅夫斯克區阿夫迪伊夫卡市镇的城市及该市镇的行政中心。該市距離首府頓涅茨克22公里，始建於1778年，面積29平方公里，海拔高度212米，2022年人口数量为31,392人。阿夫迪伊夫卡焦炭厂位于该市。2022-2024年，俄乌双方在此进行了阿夫迪伊夫卡战役，乌军在2024年2月撤退后，目前由俄罗斯控制，划归顿涅茨克人民共和国亚西努瓦塔区之下。

## 历史
根據考古遺跡，本地從9世紀到13世紀有游牧民族的存在。近代第一個定居點是由來自俄羅斯帝國庫爾斯克、沃羅涅日和波爾塔瓦省的移民於18世紀中葉建立的。

### 18-19世纪
1778年，根據俄羅斯帝國新羅西斯克州長的命令，以第一位定居者“阿夫迪伊夫卡”的名字命名。
1880年代中期，凱瑟琳鐵路經過該市現所在地區；這裡建了一個火車站。根據俄國統計，19世紀末，當地人口約達2,000人，九成信奉東正教。

### 20世紀
1905年俄国革命期间，该地的铁路电报员响应戈尔洛夫卡的工人，发动罢工，12月8日参与全俄工人总罢工，至12月18日被镇压。1918年4月23日，阿夫迪伊夫卡被奥匈帝国和德国入侵者占领，至次年4月13日，苏维埃政权在阿夫迪伊夫卡恢复。1920年俄國革命、蘇聯成立後初期，一批馬赫諾無政府主義者短暫佔領本地。1923年5月，阿夫迪夫卡成为市级镇和地区中心。1932年本地經歷烏克蘭大飢荒，1938年以後，取得阿夫傑耶夫卡區的中心城市地位。
1941年10月21日至1943年9月8日，该镇为纳粹德国占领；占领期间，苏联组织了地下游击队，以破坏铁路等形式抵抗。火车站、供水和照明系统以及许多其他设施毁于战火，陶瓷厂的主要设备被运往德国。经历战后重建的该镇，主要产业包括砖厂、陶瓷厂、机电厂和采砂厂；1957年合并升格为市。1963年（一说1990年11月28日），阿夫迪伊夫卡取得區轄市地位。

### 21世纪
自頓巴斯戰爭爆發以來，此地一直是最前線武裝最嚴密的要塞之一，並鄰近俄控的顿涅茨克市。2022年俄羅斯入侵烏克蘭期间，该地爆发阿夫迪伊夫卡战役，由於位置重要，俄軍發起了持續兩年的激戰。2024年2月17日，出于“避免乌军被包围和保护乌军官兵生命和健康的考虑”，乌克兰武装部队总司令亚历山大·瑟尔斯基下令从该市撤军。随后，俄罗斯国防部长谢尔盖·绍伊古向俄总统普京报告称，俄军已完全控制该市。同时，俄军开始从这里向西进攻，占领了该市西部一些村庄。
2024年5月13日，俄方称在阿夫迪伊夫卡进行扫雷活动，一半地區的爆炸物已被清除。阿夫迪伊夫卡的平民已经展开重建活动。

## 工业
該市的主要工業企業是欧洲最大的焦炭化工廠阿夫迪伊夫卡焦炭厂，始建于1959年，除了焦炭外，还副产硫酸铵、苯、焦炉煤气和邻苯二甲酸酐。

## 交通运输
- T-05-05公路，连接阿夫迪伊夫卡—斯巴達克 —頓內茨克，全长7.6km
- O0545公路，连接马里乌波尔—烏爾祖夫
- M4高速公路，位于城市南部，连接茲納姆揚卡—卢甘斯克—伊茲瓦里內。[16]

## 当地名人
- 亚历山大·诺瓦克：俄罗斯政治家，现任俄罗斯副总理。

## 图集

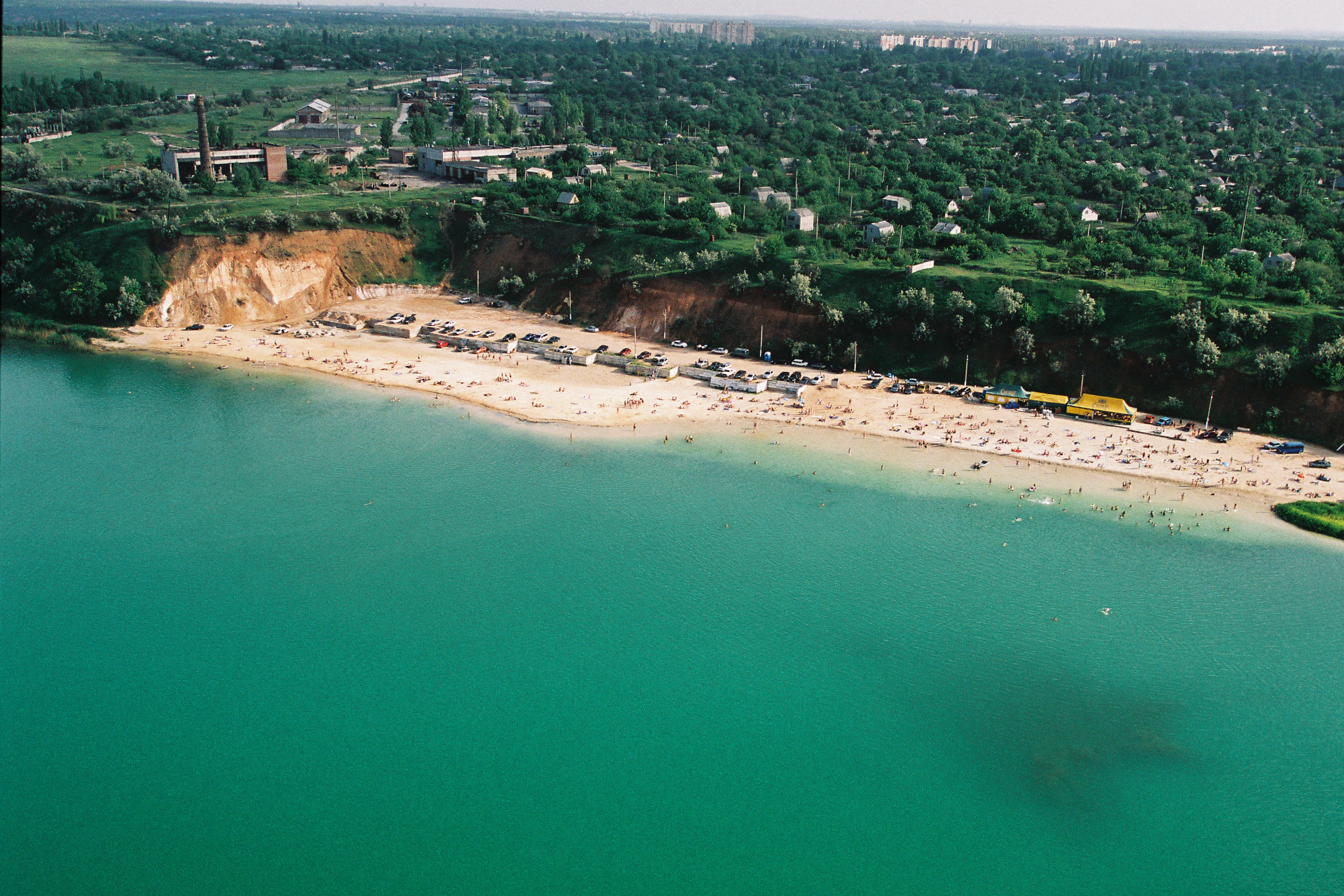
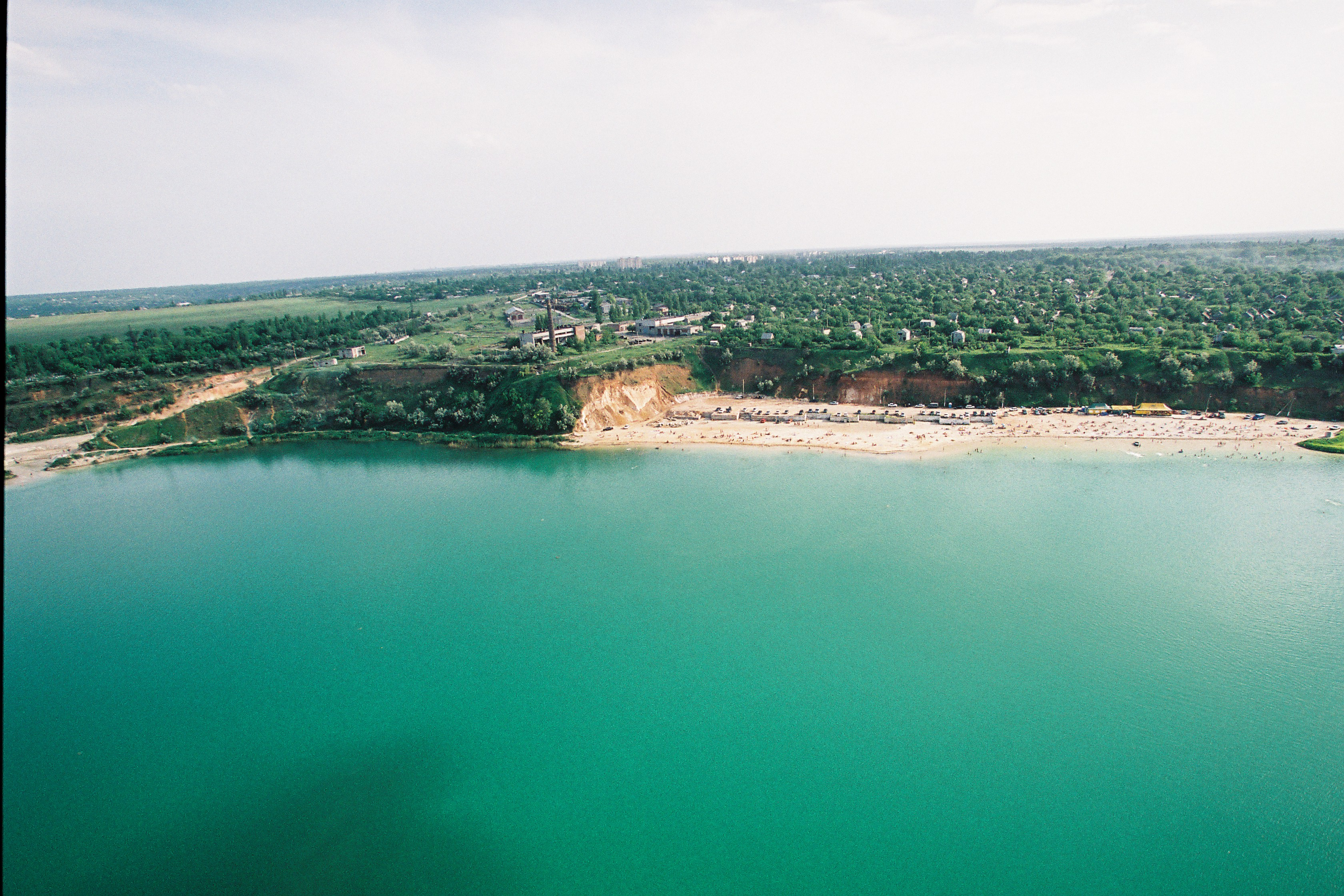
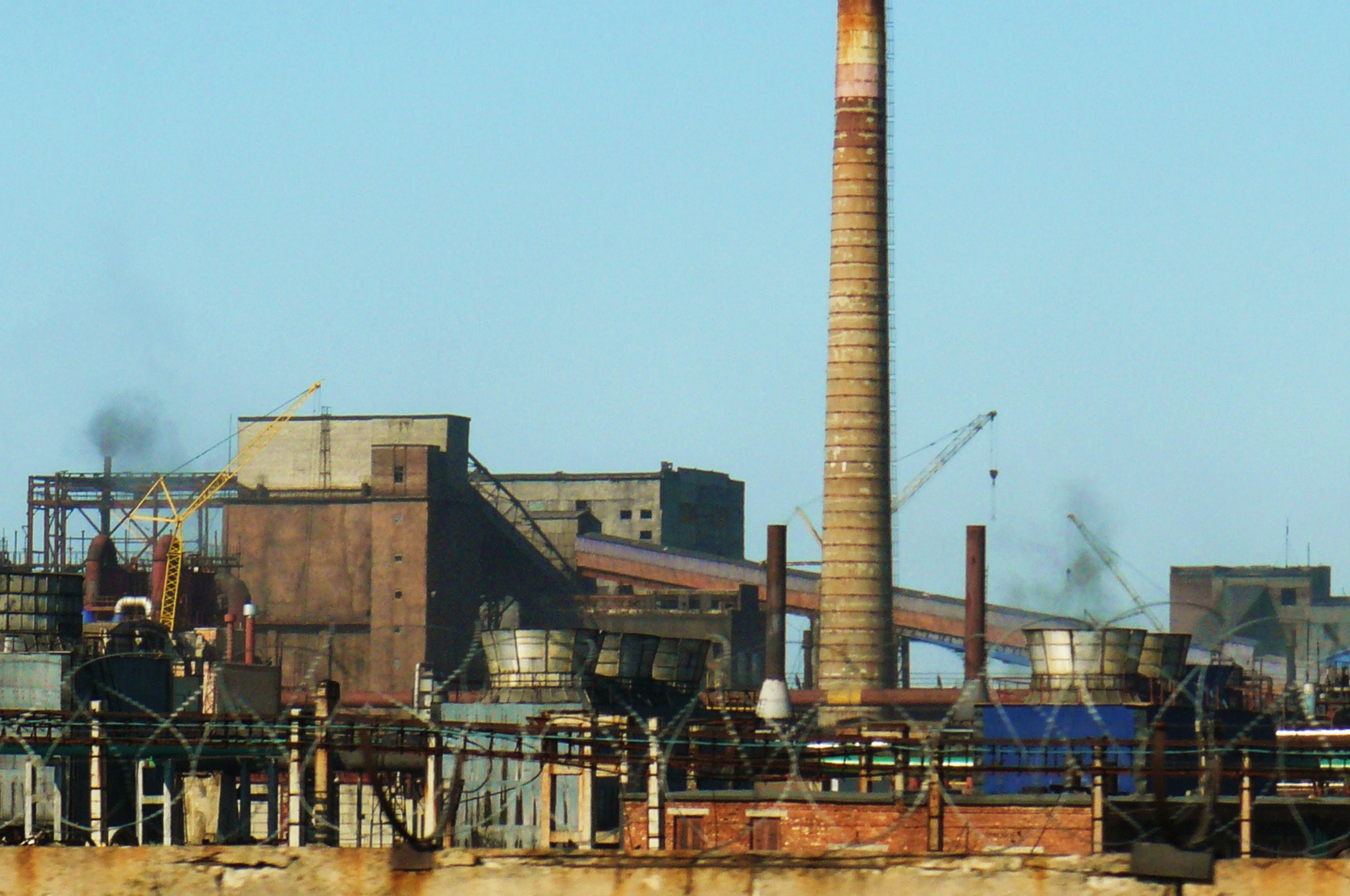
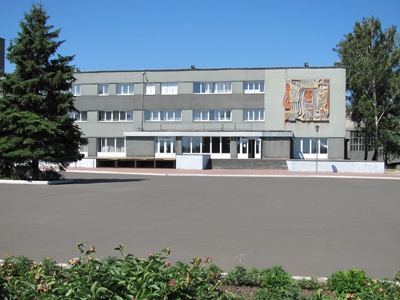
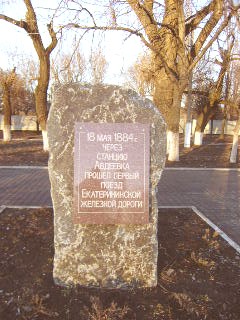
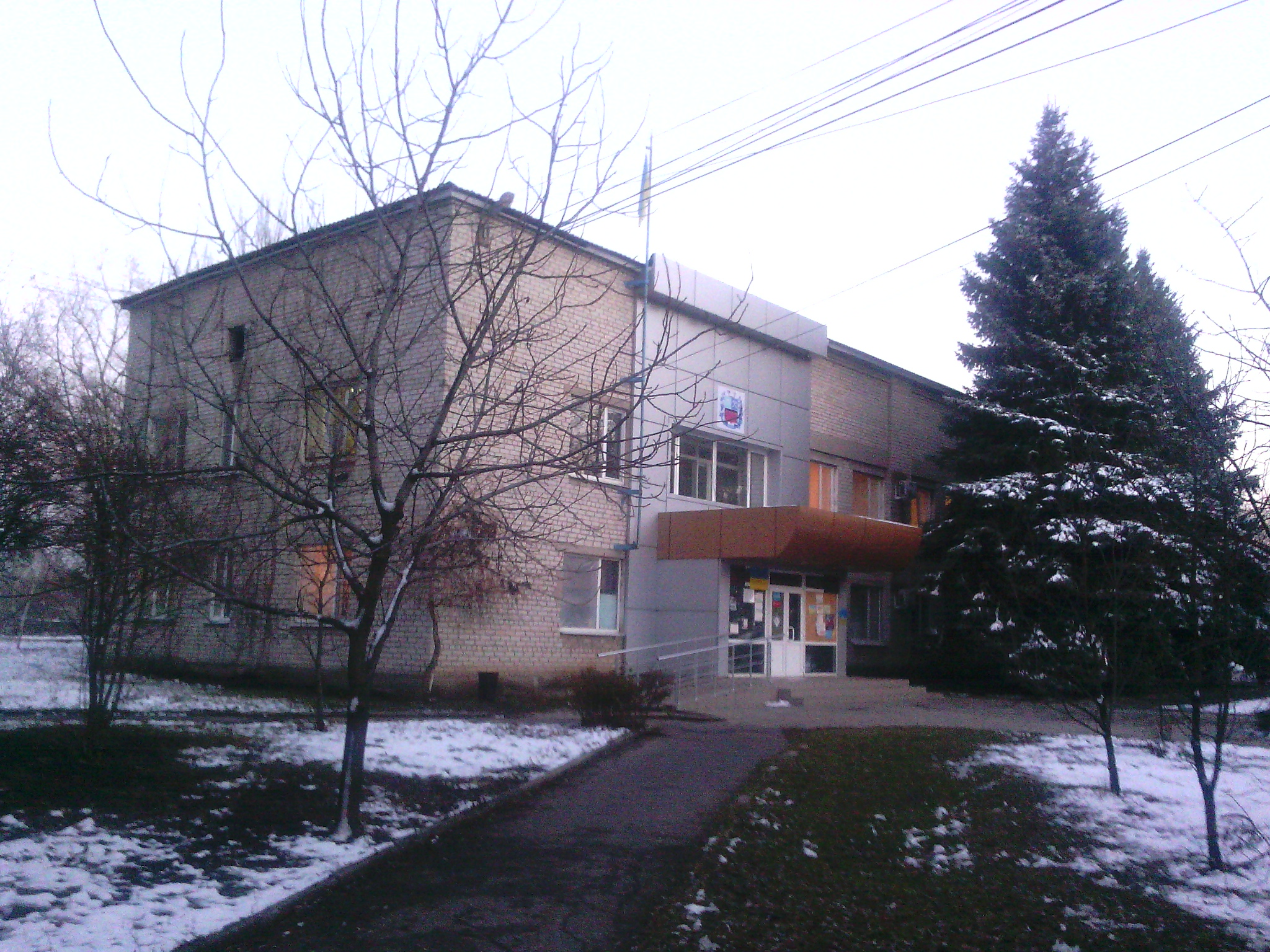

## 備注
1. ↑  又譯作阿夫迪夫卡[5]、阿夫季夫卡[6]